# Höhenweg 6 (Quedlinburg)

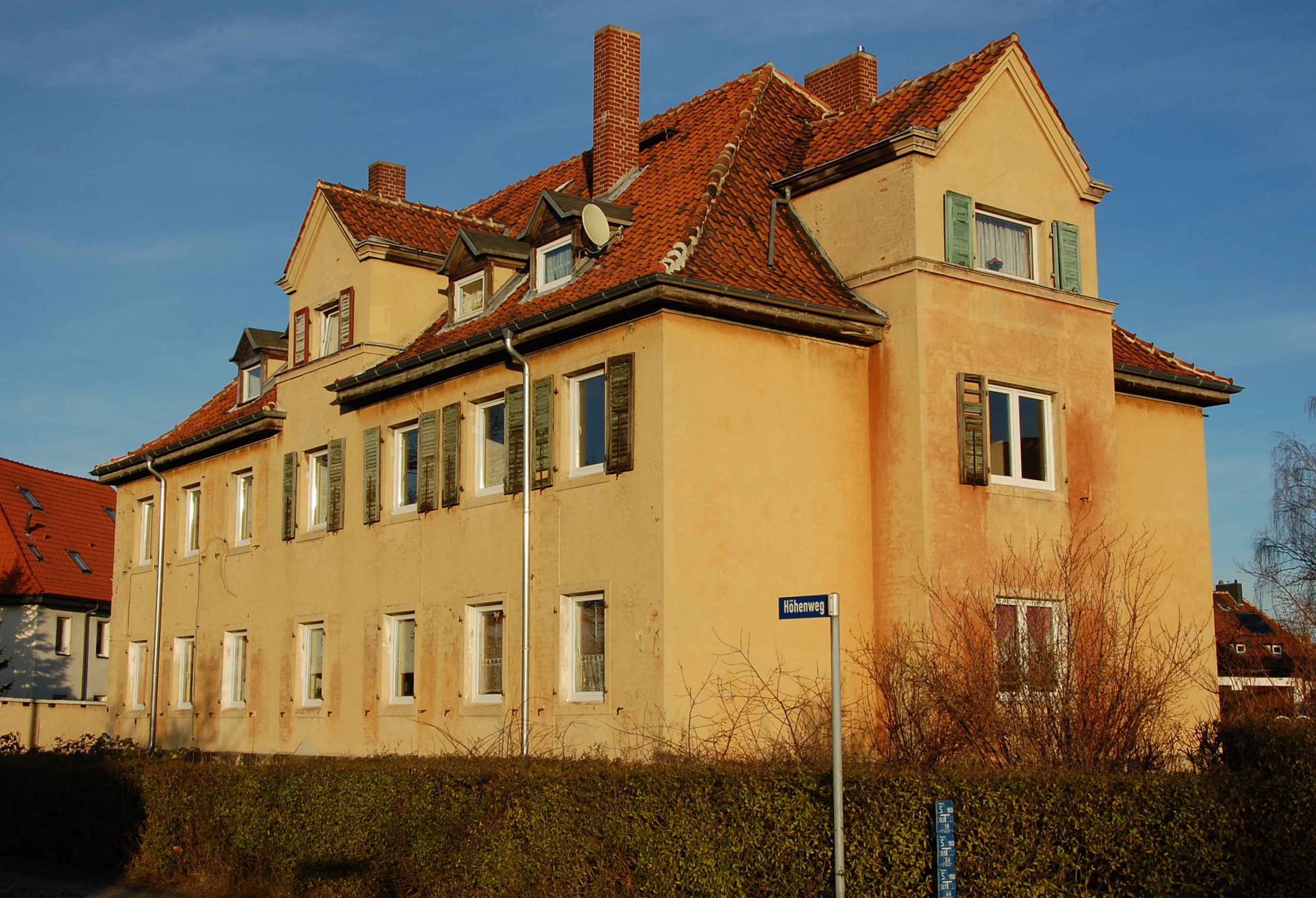
Höhenweg 6

Das Haus Höhenweg 6 ist ein denkmalgeschütztes Gebäude in der Stadt Quedlinburg in Sachsen-Anhalt.

## Lage
Es befindet sich auf einem Höhenzug südöstlich der historischen Quedlinburger Neustadt. Im Quedlinburger Denkmalverzeichnis ist es als Wohnhaus eingetragen.

## Architektur und Geschichte
Das zweigeschossige Haus entstand in den 1930er Jahren und ist weitgehend original erhalten. Es ruht auf einem Sockel aus Bruchsteinen. Die Fassade ist verputzt, wobei in Resten die ehemalige rote Farbgebung noch zu erkennen ist. Die Dachlandschaft des Gebäudes ist mit Dachhäuschen und Zwerchhäuser gestaltet. Die zum Zeitpunkt der Unterschutzstellung noch vollständig erhaltenen Fenster, Fensterläden, Türen und Torpfosten aus der Erbauungszeit sind inzwischen verloren.